# Super Bowl XIII
Super Bowl XIII var den 13. udgave af Super Bowl, finalen i den amerikanske football-liga NFL. Kampen blev spillet 21. januar 1979 på Orange Bowl i Miami og stod mellem Pittsburgh Steelers og Dallas Cowboys. Steelers vandt 35-31, og tog dermed den tredje Super Bowl-titel i holdets historie.
Kampens MVP (mest værdifulde spiller) blev Steelers quarterback Terry Bradshaw.
| NFL | Spire Denne artikel om NFL er en spire som bør udbygges. Du er velkommen til at hjælpe Wikipedia ved at udvide den. |